# District de Guijá
Le district de Guijá est une subdivision administrative de la province de Gaza au sud du Mozambique. En 2007, sa population est de 75 303 habitants.

## Source de la traduction
- (en) Cet article est partiellement ou en totalité issu de l’article de Wikipédia en anglais intitulé « Guijá District » (voir la liste des auteurs).